# Порошенко, Алексей Иванович
Алексе́й Ива́нович Пороше́нко (укр. Олексі́й Іва́нович Пороше́нко; 11 июня 1936, Сафьяны, Королевство Румыния — 16 июня 2020, Киев, Украина) — советский и украинский хозяйственный и политический деятель. Герой Украины (2009), кавалер Ордена князя Ярослава Мудрого V степени (2007), заслуженный работник сельского хозяйства Украины. Отец пятого Президента Украины Петра Порошенко.
Входил в Национальный совет «Согрей любовью ребёнка».

## Биография
Одним из первых документов, который фиксирует род Порошенко в селе Сафьяны Измаильского уезда Бессарабской губернии — ревизская сказка малороссийского общества мещан селения Сафьяны за 1835 год.
Родился 11 июня 1936 года в Румынии, в селе Сафьяны Измаильского жудеца в семье гражданина Румынии Ивана Евдокимовича Порошенко.
В 1959 году окончил Львовский сельскохозяйственный институт по специальности «инженер-механик механизации трудоёмких процессов в сельском хозяйстве».
После его окончания в 1959—1974 годах работал в городе Болграде Одесской области главным инженером Болградского районного объединения сельхозтехники.
С 1974 года работал на Бендерском исследовательском экспериментально-ремонтном заводе в городе Бендеры в Молдавии. Должность директора завода занимал с 26 сентября 1977 года по 1 декабря 1983 года.
С 1983 года работал в Тирасполе начальником специализированной передвижной механизированной колонны (СПМК-7) треста «Молдсельхозмонтаж».
29 ноября 1985 года Алексей Порошенко был задержан городским отделом внутренних дел Бендер за хищение материальных ценностей в особо крупных размерах, санкция на его арест была выдана 2 декабря 1985 года. Обвинялся также в создании вооружённой охраны и незаконном владении оружием. Следующие полгода досудебного следствия Алексей Порошенко просидел в следственном изоляторе города Бендеры. 20 июля 1986 года Алексей Порошенко был осужден приговором коллегии по уголовным делам Верховного Суда Молдавской ССР по статьям 155-1, 123 ч.2, 220 ч.2, 227 ч.1 Уголовного кодекса МССР к 5 годам лишения свободы с отбыванием наказания в исправительно-трудовой колонии общего режима, конфискацией имущества и лишением права занимать руководящие должности сроком на 5 лет (уголовное дело № 2-121/86). Судимость Алексея Порошенко была отменена досрочно актом амнистии цеховикам согласно ст. 1 п. «б» Указа Президиума Верховного Совета СССР от 18 июня 1987 (на свободу он вышел 21 августа 1987 года).
В 1992 году в связи с войной в Приднестровье переехал в Киев, где в аспирантуре Киевского университета им. Шевченко учился его младший сын Пётр.
В том же году стал заместителем генерального директора АО «Биржевой дом Украина» (генеральным директором был Пётр Порошенко), в 1993 году — заместителем генерального директора ЗАО «Украинский промышленно-инвестиционный концерн» (концерн «Укрпроминвест»), который объединил более 50 предприятий; генеральным директором Укрпроминвеста являлся Пётр Порошенко.
После того как Пётр в 1998 году был избран депутатом Верховной Рады Украины, Алексей Порошенко стал гендиректором концерна «Укрпроминвест».
В начале 2000 годов Алексей Порошенко с сыном Петром занялись сельским хозяйством. Начали с Крыжопольского сахарного завода.
На выборах в Винницкий областной совет 2010 года прошёл по списку партии «Единство». Туда же прошёл и сын Петра Порошенко Алексей.
На выборах в Верховную Раду 2012 года был кандидатом в народные депутаты в округе № 16, но в сентябре по решению семьи прекратил участие в предвыборной гонке.
15 июня 2020 года у А. И. Порошенко случился геморрагический инсульт, от которого он скончался в Киеве на следующий день,16 июня. Похоронен на Зверинецком кладбище.

## Политическая деятельность
Депутат Винницкого областного совета (2006—2010) от партии «Наша Украина». Член постоянной комиссии по вопросам агропромышленного комплекса.

## Семья
- Жена — Евгения Сергеевна Порошенко (урождённая Григорчук; 21 февраля 1937—2004), родом из села Кугурлуй-Матроска, Бессарабия, Королевство Румыния (ныне Измаильский район Одесской области), работала в Болграде, умерла в 2004 году, похоронена в родовом склепе на Зверинецком кладбище Киева[7].
- Дети:
  - Старший сын Михаил (28 августа 1957 — 25 августа 1997). Был одним из основателей компании «Укрпроминвест», погиб в 1997 году в автокатастрофе при невыясненных обстоятельствах[8][9]. Похоронен вместе с матерью в родовом склепе на Зверинецком кладбище Киева[10].
  - Младший сын Пётр, родился 26 сентября 1965 года — президент Украины в 2014—2019 гг.
    - Внук Алексей, (род. 6 марта 1985) — депутат.
      - правнук Пётр (род. 7 июня 2014).
      - правнучка Елизавета (род. 24 марта 2016).

    - Внучки-близнецы: Евгения и Александра (род. 2000).
    - Внук: Михаил (род. 2001).

## Награды
- Орден «Знак Почёта».
- Медаль «За трудовое отличие».
- Медаль «За доблестный труд. В ознаменование 100-летия со дня рождения Владимира Ильича Ленина»
- Заслуженный работник сельского хозяйства Украины (26 июля 2001 года) — за весомые достижения в профессиональной деятельности, многолетний добросовестный труд[11].
- Орден князя Ярослава Мудрого V степени (18 января 2007 года) — за заслуги в государственном строительстве, весомый вклад в развитие и укрепление демократической, социальной и правовой Украины и по случаю Дня Соборности Украины[12].
- Герой Украины (с вручением ордена Государства, 23 июня 2009 года) — за выдающиеся личные заслуги перед Украинским государством в развитии агропромышленного комплекса, внедрение современных технологий выращивания сельскохозяйственных культур[13].